# Ioan Andone
Ioan Andone (* 15. března 1960, Spălnaca, Rumunsko) je bývalý rumunský fotbalový útočník a reprezentant a pozdější fotbalový trenér.
 Mimo Rumunska hrál ve Španělsku a Nizozemsku. Za svou hráčskou kariéru nasbíral s Dinamem Bukurešť několik trofejí, úspěšný byl i jako trenér.

## Klubová kariéra
- FC Corvinul Hunedoara 1972–1979 (mládežnické týmy)
- FC Corvinul Hunedoara 1979–1983
- FC Dinamo București 1983–1990
- Elche CF 1990–1991
- SC Heerenveen 1991–1993

## Reprezentační kariéra
Reprezentoval Rumunsko. V A-mužstvu debutoval 11. 11. 1981 v kvalifikačním zápase v Bernu proti domácímu týmu Švýcarska (remíza 0:0). Celkem odehrál v letech 1981–1990 za rumunský národní tým 55 zápasů a vstřelil 2 góly.
Zúčastnil se EURA 1984 ve Francii a MS 1990 v Itálii.